# دونالد كرين
دونالد كرين هو سياسي أمريكي، ولد في 5 فبراير 1934 في سوميت في الولايات المتحدة. نشط حزبياً في الحزب الجمهوري. وقد انتخب عضو مجلس نواب فلوريدا ‏.